# Послание към филипяните
Послание на св. ап. Павла до Филипяни е библейска книга, осемнадесета в Новия завет. Авторството на книгата се приписва на апостол Павел, а Тимотей Ефески като съавтор и представлява специално послание до християнската църква във Филипи. Павел, Тимотей и Сила (и вероятно Лука) посещават Филипи в Македония по време на второто благовестническо пътуване на Павел от Антиохия, което се случва между 49-та и 51 година. В Деяния на светите апостоли Павел и Сила са обвинени, че внасят смут в града.
Посланието най-вероятно е писано в Рим по време на първото заточение в затвор на Павел около 63 година. Повод за написването са самите християни във Филипи, които след като научават, че техният учител е хвърлен в затвора, му изпращат парична помощ по своя съгражданин Епафродит. Втората причина е и появата на лъжеучители в града.
От 60-те години на XX век се появява общ консенсус сред библейските учени, че посланието не е написано като едно цяло писмо, а е по-скоро компилация от фрагменти от три отделни писма на Павел до църквата във Филипи.